# Uzbekistan na Zimowych Igrzyskach Olimpijskich 2018

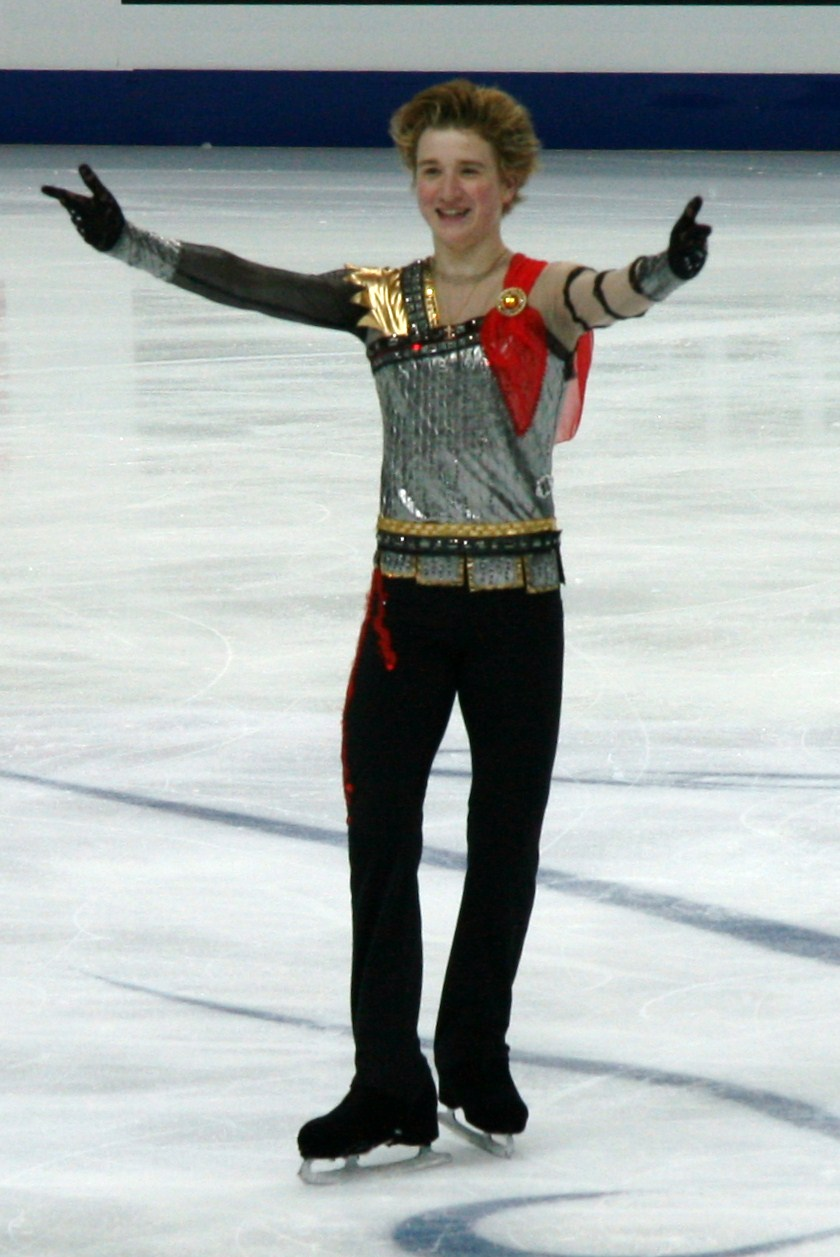
Misza Ge – uzbecki łyżwiarz figurowy, olimpijczyk z Pjongczangu

Uzbekistan na Zimowych Igrzyskach Olimpijskich 2018 – występ kadry sportowców reprezentujących Uzbekistan na igrzyskach olimpijskich w Pjongczangu w 2018 roku.
W kadrze znalazło się dwóch zawodników – jeden łyżwiarz figurowy i jeden narciarz alpejski. Reprezentanci Uzbekistanu wystąpili w trzech konkurencjach.
Chorążym reprezentacji Uzbekistanu podczas ceremonii otwarcia igrzysk był Komiljon Tukhtaev, a podczas ceremonii zamknięcia wolontariusz z komitetu organizacyjnego igrzysk. Reprezentacja Uzbekistanu weszła na stadion jako 56. w kolejności, pomiędzy reprezentacją olimpijskich sportowców z Rosji i ekipą Ukrainy.
Był to 7. start reprezentacji Uzbekistanu na zimowych igrzyskach olimpijskich i 13. start olimpijski, wliczając w to letnie występy.

## Skład reprezentacji

### Łyżwiarstwo figurowe
| Konkurencja | Zawodnik | Taniec krótki | Taniec krótki | Taniec dowolny | Taniec dowolny | Nota łączna | Nota łączna |
| Konkurencja | Zawodnik | Punkty        | Miejsce       | Punkty         | Miejsce        | Punkty      | Miejsce     |
| ----------- | -------- | ------------- | ------------- | -------------- | -------------- | ----------- | ----------- |
| Soliści     | Misza Ge | 83,90         | 14. Q         | 161,04         | 17.            | 244,94      | 17.         |

### Narciarstwo alpejskie
| Konkurencja            | Zawodnik          | Przejazd 1 | Przejazd 1 | Przejazd 2 | Przejazd 2 | Czas łączny | Miejsce |
| Konkurencja            | Zawodnik          | Czas       | Miejsce    | Czas       | Miejsce    | Czas łączny | Miejsce |
| ---------------------- | ----------------- | ---------- | ---------- | ---------- | ---------- | ----------- | ------- |
| Slalom mężczyzn        | Komiljon Tukhtaev | DNF        | DNF        | DNS        | DNS        | DNF         | DNF1    |
| Slalom gigant mężczyzn | Komiljon Tukhtaev | 1:17,72    | 60.        | 1:18,27    | 58.        | 2:35,99     | 52.     |